# 諾維奇市場

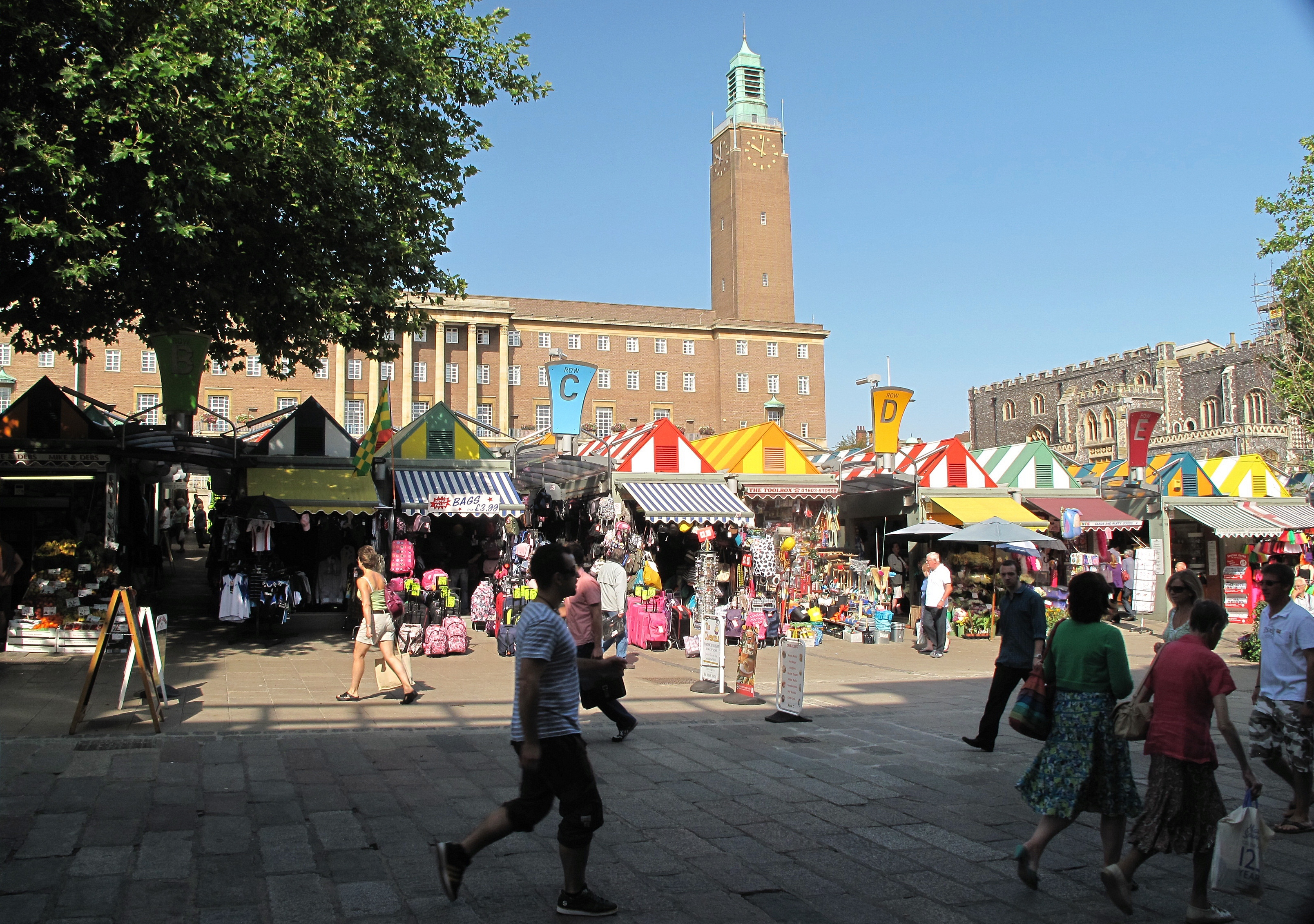
2009年的諾維奇市場。

諾維奇市場，又稱諾維奇供應市場，在英國諾維奇中心由大約200個攤位所組成的戶外市場，始建於11世紀中期，有部分供應商和定居者班移至诺曼征服英格兰之後的位置，取代先前的市場縮了一段距離。目前在網站上的運作已有900年之久。

## 中世纪的諾維奇市場
14世紀開始，諾維奇是歐洲主要程式的一部分。東盎格利亞有一段時間是英國人口最稠密的地區，並且產出大量的糧食、羊、牛和家禽。有許多農產品大致上都在諾維奇區域中心的內部港口做交易。順帶一提，因城市工業化，能看到成長中的基本紡織品、皮革和金屬加工，也作為該地區的行政中心 。1300年，諾維奇的人數在6,000到10,000人之間，總計人數大約2,000人生活在諾維奇的區域。